# Erictoni (fill d'Hefest)

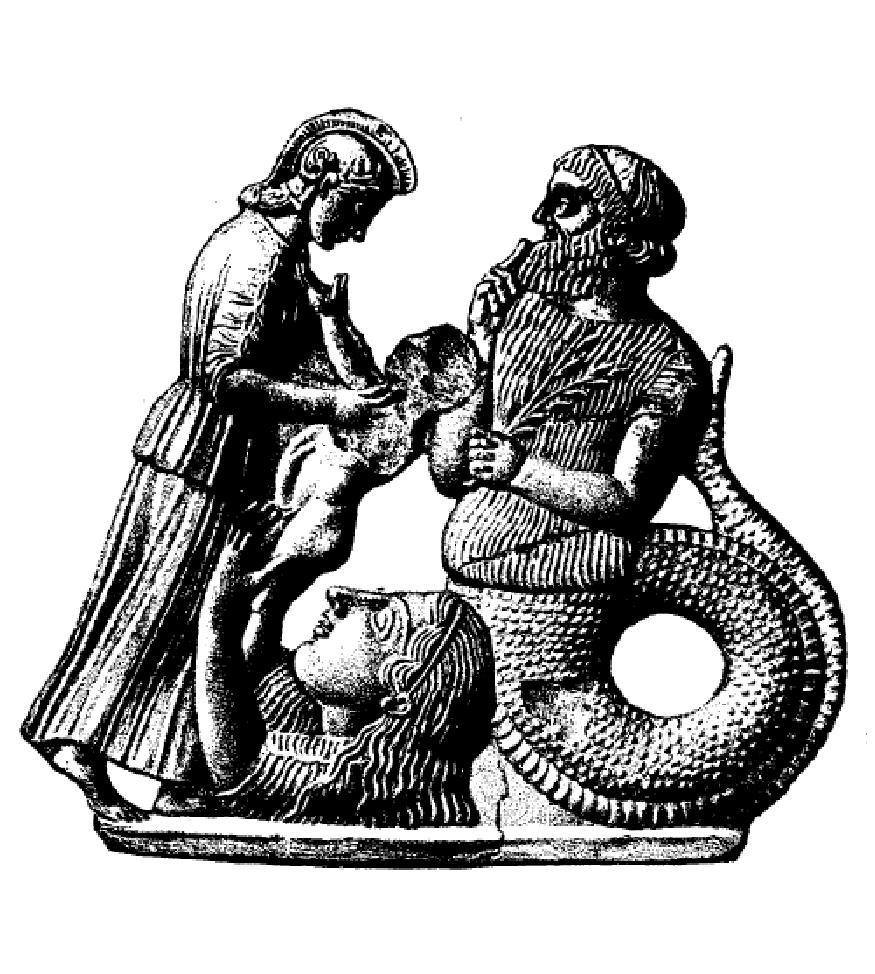
Gea ofereix Erictoni a Atena. A la dreta, Cècrops

Erictoni, (en grec antic Ἐριχθόνιος), va ser un dels primers reis d'Atenes.
Les tradicions sobre la seva genealogia són variades. Tan aviat la seva mare és Atis, filla de Crànau, com, i aquesta és la versió més estesa, fruit del desig d'Hefest per Atena. El déu havia rebut a la seva farga la visita d'Atena que volia encarregar-li armes, i Hefest s'omplí de desig per ella. La deessa va fugir, però Hefest la va atrapar tot i ser coix. Van lluitar i durant el combat part del semen del déu s'escampà per la cama d'Atena. Plena de fàstic, Atena s'eixugà amb un drap que va llençar indignada a terra. Gea, la terra, fecundada així, va infantar una criatura que Atena va recollir i va anomenar Erictoni. La primera part del nom recorda la «llana» de què estava fet el drap, i la segona la «terra», d'on havia nascut l'infant. Atena, sense dir-ho a cap déu, va posar Erictoni en un cabàs i el confià a Aglauros, una de les filles de Cècrops, i a les seves germanes. Les noies, encuriosides, van voler saber què hi havia al cistell i quan van obrir-lo van veure que hi havia un nen custodiat per dues serps. Algunes versions diuen que el cos del nen acabava en cua de serp, com la major part de criatures nascudes de la Terra. Altres llegendes diuen que, amb el cabàs obert, el nen va escapar en forma de serp i es va refugiar darrere l'escut d'Atena. Les noies, espantades per aquella visió, es van tornar boges i es van suïcidar llançant-se des de dalt de les roques de l'Acròpoli.
Atena va educar Erictoni en un recinte sagrat que hi havia al seu temple. Més tard, Cècrops li donà el tron d'Atenes. Segons alguns autors, Erictoni expulsà Amficcíon del tron. Es va casar amb una nàiade, Praxítea, que tenia el mateix nom que la dona d'Erecteu, amb el que alguna vegada es confon. Va tenir un fill, Pandíon, que el va succeir en el tron d'Atenes. A Erictoni se li atribueix l'invent de la quadriga, la introducció a l'Àtica de l'ús dels diners i la celebració de les Panatenees, la festa d'Atena, que se celebraven a l'Acròpoli. Algunes d'aquestes coses s'atribueixen també al seu net Erecteu. La confusió entre Erictoni i Erecteu fa que el temple que els atenesos li dedicaren on se suposava que hi havia la seva tomba s'anomena Erectèon.